# War Thunder
War Thunder é um simulador de combates aéreos, navais e blindados, ambientado durante a Segunda Guerra Mundial e Guerra Fria, desenvolvido e publicado pela desenvolvedora russa Gaijin Entertainment.
War Thunder concorre diretamente com World of Tanks (Combate entre blindados), World of Warplanes (Combate entre aeronaves), World of Warships (Combate entre embarcações) e Armored Warfare. World of Tanks, World of Warplanes e World of Warships São Jogos Pertencentes a Wargaming.

## Desenvolvimento
O desenvolvimento do War Thunder teve seu início em 2009. A desenvolvedora do jogo, a Gaijin Entertainment, fez uso da sua experiência em simuladores de voo anteriormente desenvolvidos, como "IL-2 Sturmovik: Birds of Prey", "Apache: Air Assault" e "Birds of Steel", sendo que todos os títulos utilizam o motor de jogo próprio da empresa, o Dagor Engine. Para o desenvolvimento de War Thunder este mesmo motor também foi utilizado.
Inicialmente recebeu a denominação de "World of Planes" ("Mundo dos Aviões" em português). Posteriormente, este nome foi alterado para "War Thunder", devido à similaridade com o nome do jogo concorrente, World of Warplanes, que também foca no combate entre aeronaves, e também devido à vontade dos produtores em criar um jogo que não se focasse unicamente em aviões, abrindo a possibilidade de no futuro ser possível controlar blindados e navios de guerra.
Em 2014, pouco mais de um ano após o seu lançamento, o jogo lançou toda uma gama de blindados com mapas para o combate entre os próprios. O desenvolvimento do modo de combate entre embarcações foi anunciado no final de 2016, com previsão de inclusão em 2017, porém com embarcações simples (torpedeiros e lanchas de patrulha).

## Jogabilidade

### Nações (países)
War Thunder conta com 10 nações (Alemanha, Estados Unidos, Grã-Bretanha, Japão, Itália, Suécia, França União Soviética, China e Israel). O jogador é livre para escolher em qual nação que progredir para desbloquear aeronaves e blindados. Não é obrigatório progredir em somente uma nação, tendo o jogador a possibilidade de mudar de nação quando quiser.
Cada nação possuí veículos próprios, mas a mesma pode contar com veículos de outras nações em sua árvore de pesquisa. Esses veículos de outras nações podem ser veículos capturados, fornecidos (lend-lease), ou veículos de nações aliadas que não se encontram dedicadas atualmente dentro do jogo. Por exemplo, a Grã-Bretanha possuí veículos de seus aliados australianos e franceses, enquanto que a Alemanha possuí veículos de seus aliados italianos.

### Árvore de pesquisa
É na árvore de pesquisa onde o jogador tem a possibilidade de pesquisar e desbloquear novos veículos ou peças para o mesmo. Cada veículo possuí um custo em pesquisa, eagles (este sendo somente utilizado para aquisição de veículos premium) e lions próprios. Quanto melhor e mais moderno for o veículo, mais caro ele custará.

### Veículos
No jogo estão presentes aviões, blindados , navios desde a era pré-Segunda Guerra Mundial, passando pela Guerra da Coréia, indo até o auge da Guerra Fria. A maioria dos mapas são direta ou indiretamente baseados em paisagens onde ocorreram batalhas durante as épocas descritas acima.

### Modos de jogo

#### Batalhas Arcade
No modo Arcade, o jogo baseia-se em duas equipes (onde podem jogar até 16 jogadores em cada equipe) com diferentes aviões e diferentes nações a lutar entre si, sendo também possível ver jogadores de times opostos com a mesma nação utilizando o mesmo modelo de avião ou blindado.
Nesse modo, o jogador conta com um assistente de mira, que mostra aonde você deve disparar (sendo que no caso das aeronaves, para compensar o disparo) e também exibe aonde a blindagem do blindado oponente é mais fraca.
- Aeronaves: O dano provocado e as leis da física são simples mas nunca deixam o realismo de parte, por exemplo, ao ser atingido por projéteis, o jogador pode ver o seu avião com furos, com uma asa danificada e até mesmo partida, o avião pode incendiar-se ou ter um vazamento de combustível, o que faz com que o motor deixe de funcionar assim que o combustível acabe, o piloto pode ser alvejado, ficar inconsciente e até mesmo morrer, o que faz com que o avião deixe de ser operável. Porém, neste modo de batalha, um avião em mergulho a alta velocidade não tem as suas asas quebradas (coisa que acontece nas batalhas realísticas), porém aviões como bombardeiros perdem alguma facilidade de manuseio. A força G é sentida em todos os mapas e por todos os aviões, o que faz com que o piloto deixe temporariamente de conseguir fazer mira devido à força da manobra exercida, tornando-o inconsciente; assim que a força G volta ao normal, o piloto volta imediatamente a ser capaz de fazer mira. O modo Arcade compreende dois tipos de jogos. Nas missões "Ground Strike", para haver uma vitória é necessário destruir todas as unidades terrestres inimigas, e nas missões "Domination" há a necessidade de conquistar as bases aéreas inimigas aterrissando em suas pistas, ou capturando áreas estratégicas, fazendo com que a equipa adversária perca pontos.
- Blindados: Novamente com as leis da física simples, ao jogador ser alvejado, poderá ter seu blindado danificado ou sua tripulação ferida. Algumas partes danificadas podem tornar o blindado inoperante, como por exemplo, ao perder um lagarta (esteira), o blindado ficará imóvel; ao ter seu artilheiro ferido, o blindado não poderá disparar até o mesmo ser reposto. Existem várias táticas para a jogabilidade com blindados, como por exemplo, manter um angulação entre seu blindado perante o blindado inimigo, oque aumentará as chances do projétil inimigo ricochetear e não penetrar no blindado do jogador; esconder o casco (chassi) de seu blindado e deixar apenas a torre exposta, caso o mesmo possua uma baixa blindagem em seu casco porém possua uma grande blindagem em sua torre.

#### Batalhas Realísticas
Este modo é recomendado para os jogadores mais avançados e experientes. O aumento do realismo do jogo faz com que disparar a uma longa distância se torne mais difícil, e devido à força G realística, fazer manobras muito fechadas a alta velocidade fará com que certas peças do avião se partam, podendo mesmo o avião ficar inoperável (coisa que não acontece no modo arcade). Nesse modo, o jogador não conta com o assistente de mira do modo acima.
Aqui os jogadores são agrupados de acordo com o a nação que querem representar, sendo possível reencenar batalhas históricas, como a Batalha de Stalingrado, entre a Alemanha Nazista e a União Soviética.
- Aeronaves: No modo realístico, os aviões se comportam completamente diferentes. Nesse modo, por exemplo: caso o jogador faça uma manobra brusca (como fazer uma curva acentuada em alta velocidade), poderá ter sua asa partida ou sua fuselagem danificada, oque em certos casos poderá resultar na perda total da aeronave. O combustível também é limitado, sendo exibido em uma contagem regressiva no canto superior esquerdo. No começo da partida, o jogador pode selecionar a quantidade (em minutos) de combustível que seu avião irá portar. Grandes quantidades de combustível tornam o avião lento e mais vulnerável a explosão, caso seja alvejado por projéteis inimigos. O jogador deve controlar a potência da aeronave de modo que a temperatura do óleo, da água e do próprio motor esteja regularizada. Caso este número esteja alto demais, o motor poderá parar de funcionar ou até mesmo ser danificado.
- Blindados: Como ocorre nas aeronaves, o comportamento dos blindados também são diferentes. Nesse modo, a agilidade do blindado é perceptível, o jogador percebe que a velocidade de rotação da torre é menor, caso a mesma seja rotacionada manualmente. Nesse modo, a uma espécie de atraso nos comandos do blindado, como por exemplo, caso o blindado esteja em alta velocidade e o jogador pressiona a tecla para freia-lo, esse comando, de certa forma, será repassado do comandante ao motorista, que dependendo da experiência de comunicação da tripulação, poderá ser demorado. Ao começo da partida, o jogador possui um certo número de pontos, sendo que cada blindado exige um certo número de pontos para ser utilizado. Para começar a jogar com um blindado, ele gastará o número de pontos exigido para o utilizo do blindado. Caso o jogador consiga, já dentro da partida, eliminar oponentes e conseguir mais pontos, ao ser alvejado e perder seu blindado, ele poderá jogar novamente com outros blindados caso tenha pontos suficientes.

#### Batalhas Simuladas
As batalhas simuladas baseiam-se na simulação mais realística possível dentro do jogo, ou seja, o manuseio do avião é feito a partir de dentro do cockpit, e as leis da física neste modo são as mais aproximadas da realidade dentro do jogo. Estas batalhas desenrolam-se de maneira semelhante às batalhas realísticas, colocando duas nações diferentes uma contra a outra.
Alterar as definições do jogo para o nível mais próximo da realidade requer que o jogador jogue com um joystick e não com um rato/mouse e teclado. É possível optar por um rato e teclado, porém torna-se muito mais difícil manusear a aeronave. Para a jogabilidade em blindados, ainda são utilizados o mouse e teclado, porém com a nova jogabilidade simulada.

#### Batalhas Personalizadas
Nas batalhas personalizadas, não há qualquer tipo de recompensa ou controle de níveis. O jogador poderá enfrentar jogadores com veículos dos anos 30 até jogadores com veículos dos anos 50 ou 60. Batalhas Personalizadas são salas (partidas) criadas manualmente. O jogador poderá escolher entre entrar em uma partida ou criar uma, escolhendo o modo principal (AB, RB ou SB), duração da partida, mapa, nações e veículos permitidos, dentre outras opções.

#### Eventos
São batalhas criadas pela Gaijin. Eventos podem durar de poucos dias ou até mesmo um ou dois meses. Eventos podem fornecerem decalques exclusivos e veículos de presente/especiais ou recompensas. Eventos possuem certas regras, como veículos específicos.

#### Outros modos
War Thunder ainda possuí diversos outros modos, como corrida de aviões, batalhas históricas (onde ocorrem recriações de batalhas históricas) e batalhas de esquadrão (equipes dedicadas de jogadores).

### Mapas
No jogo estão presente uma ampla variedade de mapas. Esses, são semelhantes as regiões em que ocorreram batalhas histórias, tais como a Europa Oriental (frente oriental), Berlim (onde decorreu a Batalha de Berlim), Stalingrado (onde decorreu a Batalha de Stalingrado), Canal da Mancha (onde decorreu a Batalha da Inglaterra), e ainda mapas ambientados no oceano Pacífico, Norte da África (onde decorreu a Campanha Norte-Africana) e Coréia (onde decorreu a Guerra da Coréia).
As diferentes características dos mapas interferem significativamente no veículo do jogador e na jogabilidade. Em mapas mais quentes (isto é, mapas mais equatoriais), como na Tunísia, a água, o óleo e o próprio motor da aeronave tende a aquecer com mais facilidade, diferentemente de mapas mais meridionais (isto é, mapas mais frios), como Stalingrado. Mapas poderão fornecer vantagens ou desvantagens ao blindado do jogador. Alguns mapas possuem maior quantidade de rochas, morros, vegetação e construções para proteção, ideais para blindados leves, já outros possuem um vasto campo aberto e sem proteção, oque deixa esse mesmo tipo de blindado vulnerável.
Muitos elementos dentro do mapa (como árvores, construções e veículos de cenário) são destrutíveis. Esses mesmos elementos podem ser utilizados para elaboração de táticas entre os jogadores da equipe.

## Review Bombing
Movimento iniciado em 19 de maio de 2023 após o anuncio de mudanças na economia do jogo, alterando principalmente mas não limitado há mudança nos multiplicadores de recompensas em veículos, mudanças nos preços de reparos e extinção de subpastas de veículos. Após forte critica a desenvolvedora decidiu suspender a atualização, mas ja afetados pelo descontentamento os jogadores se organizaram nas redes sociais para avaliar negativamente o jogo na steam.
Em resposta a desenvolvedora Gaijin lançou nota oficial reconhecendo que os jogadores não haviam gostado das mudanças, mas não admitindo o erro. ainda em tom de provocação Gaijin afirmou que os jogadores não sabem o que é melhor para o jogo e como funciona um jogo grátis para jogar e que o método Review Bombing não era o adequado para expressar o descontentamento geral pois poderia espantar novos jogadores.
Foi organizado um boicote entre 26 de maio e 8 de julho para ratificar o descontentamento geral com a economia do jogo. As demandas gerais dos jogadores são:
- Menor investimento de tempo para desbloqueio de novos veiculos
- Redução no preço dos reparos dos veículos
- Descompressão dos battle rattings
- Inclusão de batalhas Enduring confrontation Realistas no mesmo modelo das batalhas simulador.
- Maiores recompensas por participação nas batalhas.